# Wally Jay
Wally Jay (16 tháng 6 năm 1917 ở Honolulu, Hawaii – 29 tháng 5 năm 2011) là một đại sư người Mỹ của các môn võ thuật jujutsu và judo. Ông là người sáng lập môn Small Circle JuJitsu của võ thuật Gendai Budo.
Năm 11 tuổi, ông bắt đầu học quyền anh trong một chương trình cộng đồng. Năm 1940, ông theo học Juan Gomez về jutjusu Danzan Ruyu, và cũng theo học một cựu vô địch Hawaii là Ken Kawachi về judo.